# 雷奈伊
雷奈伊（西班牙語：Recuay），是秘魯的城鎮，位於該國北部安卡什大區，是雷奈伊省的首府，東面是布蘭卡山脈，西面是內格拉山脈，海拔高度3,422米，建於1950年4月14日，2005年人口5,898。
9°43′19.74″S 77°27′22.58″W / 9.7221500°S 77.4562722°W